# Безопасное пространство (Южный парк)
«Безопасное пространство» — пятый эпизод девятнадцатого сезона мультсериала «Южный парк».

## Сюжет
Картман жалуется ПК-директору на отрицательные отзывы о его внешности в интернете. ПК-директор предлагает некоторым ученикам отфильтровывать негативные комментарии в социальных сетях и печатать только положительные отзывы. Картман предлагает на эту роль Кайла, Венди и Баттерса. Кайл и Венди отказываются и получают наказание на две недели. Баттерс, чтобы не получить наказание, неохотно соглашается.
Между тем в Whole Foods Рэнди испытывает давление со стороны кассира, который каждый раз просит пожертвовать деньги для бедных голодающих детей.
ПК-директор проводит школьное собрание с участием приглашенного гостя Стивена Сигала, который рассказывает ученикам, что он тоже стал жертвой отрицательных отзывов о своей внешности в интернете. ПК-директор заставляет Баттерса фильтровать отзывы и для Стивена Сигала. Вскоре Баттерс фильтрует отзывы для большого количества людей, из-за чего лишается сна.
Рэнди снимает рекламный ролик, в котором просит поддержать свою идею и сделать благотворительность отдельным от супермаркета. Картман, Рэнди и другие поют песню об их безопасном пространстве, в которой появляется «реальность», грозившая разрушить их безопасное пространство. Рэнди снимается в новом рекламном ролике в поддержку «бесстыдной Америки». Для того чтобы остановить давление кассира на Ренди, он говорит ему, что устраивает благотворительный вечер. Кассир всё равно просит у Рэнди средства на отправку хомяка в колледж, но Рэнди отвечает, что его благотворительный вечер собирает средства и на это.
Между тем у Баттерса от бессонницы начинаются галлюцинации, и в его комнате появляется «реальность». Убегая от неё, Баттерс выпрыгивает в окно. На благотворительном ужине «реальность» прерывает выступление модели Джиджи Хадид и сообщает, что из-за них Баттерс попал в больницу. В ответ они делают новую рекламу, чтобы помочь собрать деньги на iPad для бедных голодающих детей, которые будут фильтровать негативные комментарии в социальных сетях. В центре города жители «Южного Парка» заставляют Баттерса повесить «реальность».

## Рецензии
Макс Николсон из IGN дал эпизоду 7.3 из 10, а Дэн Кэффри из The A. V. Club поставил B+. Оба рецензента отметили интересный ход с двумя сюжетными линиями. От Den of Geek серия получила 3 из 5 звёзд.